# Лян Чхун Хва
Лян Чхун Хва (кор. 량춘화, род. 12 июня 1991, Пхеньян, КНДР) — северокорейская тяжелоатлетка, бронзовый призёр Олимпийских игр 2012 года по тяжёлой атлетике до 48 кг.